# Epiplatys duboisi
Epiplatys duboisi (Poll, 1952) è un pesce d'acqua dolce appartenente alla famiglia Nothobranchiidae.

## Distribuzione e habitat
Questo pesce è diffuso nel bacino del fiume Congo, dove abita paludi, ruscelli e piccole polle d'acqua.

## Descrizione
Raggiunge una lunghezza massima di 3,5 cm.